# Oud schepenhuis

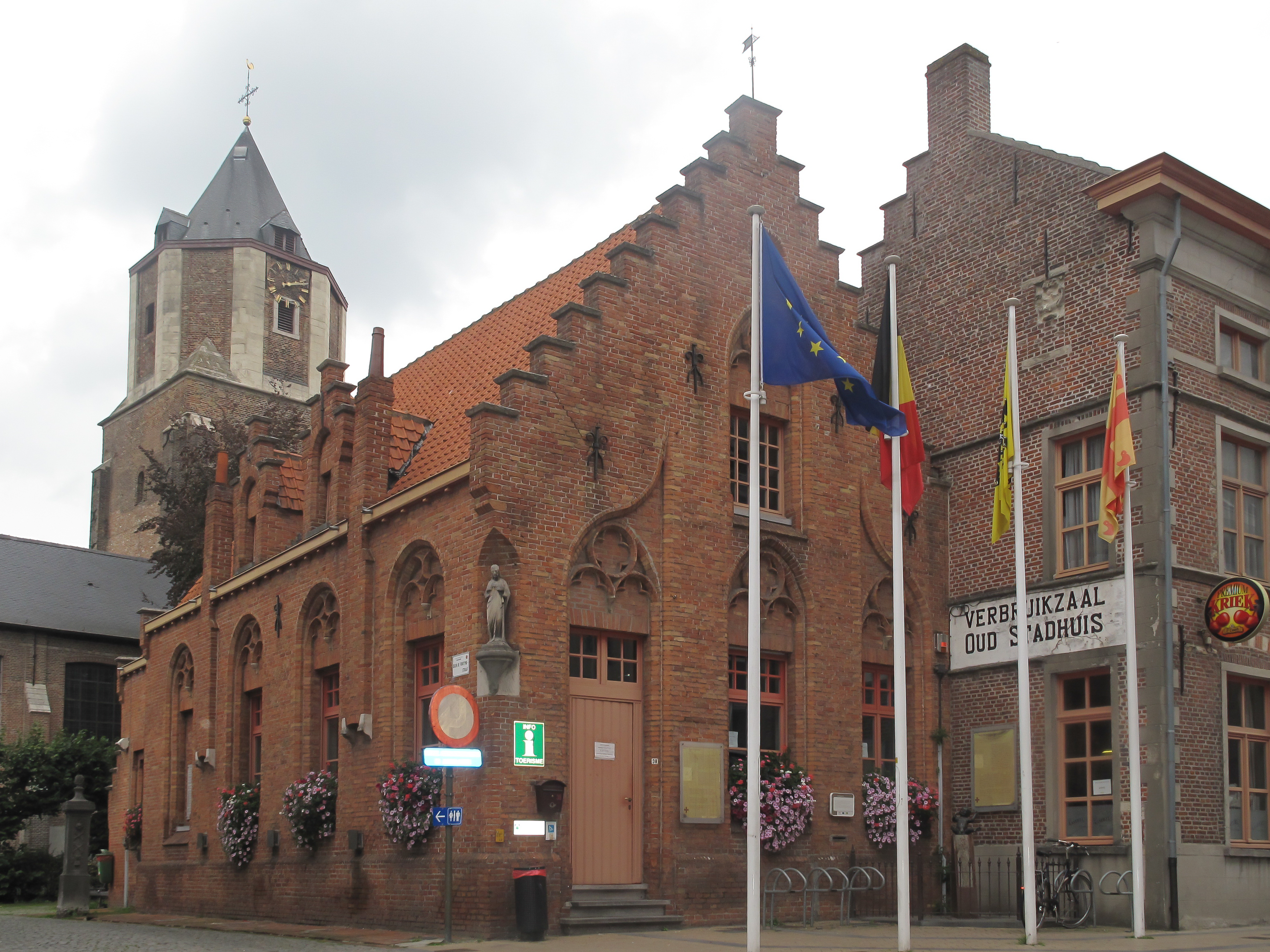
Oud schepenhuis

Het Oud schepenhuis is een gebouw in de Oost-Vlaamse plaats Maldegem, gelegen aan Marktstraat 38.

## Geschiedenis
Het gebouw werd in 1525 opgetrokken in opdracht van Jacob van Halewijn, die heer van Maldegem was. Hier zetelde het bestuur van het ambacht Maldegem. Tijdens de godsdienstoorlogen einde 16e eeuw werd het huis beschadigd en in 1607 hersteld met stenen die afkomstig waren van de eveneens verwoeste kerk.
In 1796 werd het ambacht opgeheven en gesplitst in drie gemeenten: Adegem, Sint-Laureins en Maldegem. Tot 1909 was het huis vervolgens in gebruik als gemeentehuis van Maldegem.
In 1930 werd het gebouw gerestaureerd, in het kader van de viering van het 100-jarig bestaan van België. Adrien Kleef was de architect, en het gebouw werd voorzien van neogotische gevels. Opmerkelijk is het kleine Heilig Hartbeeld in een van de hoeknissen.
In 1945 werd het interieur aangepast en kwam er een bibliotheek in het gebouw. In 1989 verdween ook de bibliotheek en werd het gebouw, na een nieuwe renovatie, in gebruik genomen als tentoonstellingsruimte.